# Lista singli z ponadmilionową sprzedażą w Wielkiej Brytanii
Lista przedstawia single, które rozeszły się w Wielkiej Brytanii w ponad milionie kopii.
| Miejsce | Singel                                                               | Artysta                                    | Rok       | Sprzedaż (w milionach) |
| ------- | -------------------------------------------------------------------- | ------------------------------------------ | --------- | ---------------------- |
| 1       | „Candle in the Wind 1997”/„Something About the Way You Look Tonight” | Elton John                                 | 1997      | 4,865                  |
| 2       | „Do They Know It’s Christmas?”                                       | Band Aid                                   | 1984      | 3,575                  |
| 3       | „Bohemian Rhapsody”                                                  | Queen                                      | 1975/1991 | 2,176                  |
| 4       | „Mull of Kintyre”/„Girls’ School”                                    | Wings                                      | 1977      | 2,050                  |
| 5       | „Rivers of Babylon”/„Brown Girl in the Ring”                         | Boney M                                    | 1978      | 1,985                  |
| 6       | „You're the One That I Want”                                         | John Travolta & Olivia Newton-John         | 1978      | 1,975                  |
| 7       | „Relax”                                                              | Frankie Goes to Hollywood                  | 1984      | 1,91                   |
| 8       | „She Loves You”                                                      | The Beatles                                | 1963      | 1,89                   |
| 9       | „Unchained Melody”                                                   | Robson & Jerome                            | 1995      | 1,844                  |
| 10      | „Mary’s Boy Child”/„Oh My Lord”                                      | Boney M                                    | 1978      | 1,80                   |
| 11      | „Evergreen”/„Anything is Possible”                                   | Will Young                                 | 2002      | 1,80                   |
| 12      | „Love Is All Around”                                                 | Wet Wet Wet                                | 1994      | 1,785                  |
| 13      | „I Just Called to Say I Love You”                                    | Stevie Wonder                              | 1984      | 1,775                  |
| 14      | „I Want to Hold Your Hand”                                           | The Beatles                                | 1963      | 1,75                   |
| 15      | „Barbie Girl”                                                        | Aqua                                       | 1997      | 1,723                  |
| 16      | „Believe”                                                            | Cher                                       | 1998      | 1,673                  |
| 17      | „Perfect Day”                                                        | Różni artyści                              | 1997      | 1,548                  |
| 18      | „(Everything I Do) I Do It for You”                                  | Bryan Adams                                | 1991      | 1,545                  |
| 19      | „Tears”                                                              | Ken Dodd                                   | 1965      | 1,521                  |
| 20      | „Can’t Buy Me Love”                                                  | The Beatles                                | 1964      | 1,52                   |
| 21      | „Summer Nights”                                                      | John Travolta & Olivia Newton-John         | 1978      | 1,52                   |
| 22      | „Two Tribes”                                                         | Frankie Goes to Hollywood                  | 1984      | 1,51                   |
| 23      | „Imagine”                                                            | John Lennon                                | 1975/1981 | 1,497                  |
| 24      | „Last Christmas”/„Everything She Wants”                              | Wham!                                      | 1984      | 1,458                  |
| 25      | „…Baby One More Time”                                                | Britney Spears                             | 1999      | 1,450                  |
| 26      | „Don’t You Want Me”                                                  | The Human League                           | 1981      | 1,43                   |
| 27      | „I’ll Be Missing You”                                                | Puff Daddy & Faith Evans feat. 112         | 1997      | 1,427                  |
| 28      | „I Feel Fine”                                                        | The Beatles                                | 1964      | 1,41                   |
| 29      | „Karma Chameleon”                                                    | Culture Club                               | 1983      | 1,41                   |
| 30      | „The Carnival is Over”                                               | The Seekers                                | 1965      | 1,4                    |
| 31      | „Unchained Melody”                                                   | Gareth Gates                               | 2002      | 1,40                   |
| 32      | „Rock Around the Clock”                                              | Bill Haley and his Comets                  | 1955      | 1,392                  |
| 33      | „Day Tripper”/„We Can Work It Out”                                   | The Beatles                                | 1965      | 1,387                  |
| 34      | „Y.M.C.A.”                                                           | Village People                             | 1978      | 1,38                   |
| 35      | „Careless Whisper”                                                   | George Michael                             | 1984      | 1,368                  |
| 36      | „Release Me”                                                         | Engelbert Humperdinck                      | 1967      | 1,365                  |
| 37      | „I Will Always Love You”                                             | Whitney Houston                            | 1992      | 1,361                  |
| 38      | „My Heart Will Go On”                                                | Céline Dion                                | 1998      | 1,347                  |
| 39      | „The Power of Love”                                                  | Jennifer Rush                              | 1985      | 1,322                  |
| 40      | „Teletubbies say 'Eh-oh!'”                                           | Teletubbies                                | 1997      | 1,3                    |
| 41      | „Wannabe”                                                            | Spice Girls                                | 1996      | 1,276                  |
| 42      | „Killing Me Softly”                                                  | Fugees                                     | 1996      | 1,27                   |
| 43      | „Never Ever”                                                         | All Saints                                 | 1997      | 1,255                  |
| 44      | „Gangsta’s Paradise”                                                 | Coolio feat. L.V.                          | 1995      | 1,253                  |
| 45      | „It’s Now or Never”                                                  | Elvis Presley                              | 1960      | 1,246                  |
| 46      | „Diana”                                                              | Paul Anka                                  | 1957      | 1,24                   |
| 47      | „Think Twice”                                                        | Céline Dion                                | 1994      | 1,238                  |
| 48      | „Green Green Grass of Home”                                          | Tom Jones                                  | 1966      | 1,205                  |
| 49      | „Come on Eileen”                                                     | Dexys Midnight Runners & Emerald Express   | 1982      | 1,201                  |
| 50      | „(Is This the Way to) Amarillo”                                      | Tony Christie                              | 2005      | 1,19                   |
| 51      | „It Wasn’t Me”                                                       | Shaggy feat. RikRok                        | 2001      | 1,19                   |
| 52      | „Heart of Glass”                                                     | Blondie                                    | 1979      | 1,18                   |
| 53      | „Mary’s Boy Child”                                                   | Harry Belafonte                            | 1957      | 1,175                  |
| 54      | „The Last Waltz”                                                     | Engelbert Humperdinck                      | 1967      | 1,16                   |
| 55      | „Bright Eyes”                                                        | Art Garfunkel                              | 1979      | 1,155                  |
| 56      | „Heartbeat”/„Tragedy”                                                | Steps                                      | 1998      | 1,151                  |
| 57      | „Don’t Give Up on Us”                                                | David Soul                                 | 1977      | 1,145                  |
| 58      | „I Love You Love Me Love”                                            | Gary Glitter                               | 1973      | 1,14                   |
| 59      | „Do They Know it’s Christmas?”                                       | Band Aid 20                                | 2004      | 1,14                   |
| 60      | „Tainted Love”                                                       | Soft Cell                                  | 1981      | 1,137                  |
| 61      | „Stranger on the Shore”                                              | Mr. Acker Bilk & Leon Young String Chorale | 1961      | 1,13                   |
| 62      | „It's Like That”                                                     | Run-D.M.C. vs. Jason Nevins                | 1998      | 1,12                   |
| 63      | „Hallelujah”                                                         | Alexandra Burke                            | 2008      | 1,114                  |
| 64      | „Spaceman”                                                           | Babylon Zoo                                | 1996      | 1,1                    |
| 65      | „Can’t Get You Out of My Head”                                       | Kylie Minogue                              | 2001      | 1,1                    |
| 66      | „That’s My Goal”                                                     | Shayne Ward                                | 2005      | 1,1                    |
| 67      | „I Remember You”                                                     | Frank Ifield                               | 1962      | 1,096                  |
| 68      | „I Believe”/„Up on the Roof”                                         | Robson & Jerome                            | 1995      | 1,093                  |
| 69      | „Saturday Night”                                                     | Whigfield                                  | 1994      | 1,092                  |
| 70      | „2 Become 1”                                                         | Spice Girls                                | 1996      | 1,083                  |
| 71      | „Pure and Simple”                                                    | Hear’Say                                   | 2001      | 1,079                  |
| 72      | „No Matter What”                                                     | Boyzone                                    | 1998      | 1,075                  |
| 73      | „Merry Xmas Everybody”                                               | Slade                                      | 1973      | 1,059                  |
| 74      | „The Young Ones”                                                     | Cliff Richard & The Shadows                | 1962      | 1,052                  |
| 75      | „Earth Song”                                                         | Michael Jackson                            | 1995      | 1,04                   |
| 76      | „Blue (Da Ba Dee)”                                                   | Eiffel 65                                  | 1999      | 1,024                  |
| 77      | „Wonderwall”                                                         | Oasis                                      | 1995      | 1,015                  |
| 78      | „Mysterious Girl”                                                    | Peter André feat. Bubbler Ranx             | 1996/2004 | 1,011                  |
| 79      | „Torn”                                                               | Natalie Imbruglia                          | 1997      | 1,01                   |
| 80      | „Can We Fix It?”                                                     | Bob the Builder                            | 2000      | 1,009                  |
| 81      | „Save Your Kisses for Me”                                            | Brotherhood of Man                         | 1976      | 1,007                  |
| 82      | „Eye Level”                                                          | Simon Park Orchestra                       | 1973      | 1,005                  |
| 83      | „White Christmas”                                                    | Bing Crosby                                | 1977      | 1,005                  |
| 84      | „Blue Monday”                                                        | New Order                                  | 1983      | 1,002                  |